# Сольдевилья-и-Ромеро, Хуан
Хуан Сольдевилья-и-Ромеро (исп. Juan Soldevilla y Romero; 20 октября 1843, Фуэнтелапения, Испания — 4 июня 1923, Сарагоса, Испания) — испанский кардинал. Епископ Тарасоны с 14 февраля 1889 по 16 декабря 1901. Апостольский администратор Туделы с 17 июля 1889 по 16 декабря 1901. Архиепископ Сарагосы с 7 января 1919 по 4 июня 1923. Кардинал-священник с 15 декабря 1919, с титулом церкви Санта-Мария-дель-Пополо  с 22 апреля 1920.